# Тоєй-Мару
Тоєй-Мару (Toei Maru) — транспортне судно, яке під час Другої світової війни взяло участь у операціях японських збройних сил на Борнео, Алеутських островах та в архіпелазі Бісмарка.

## Передвоєнна історія
Тоєй-Мару спорудили в 1937 році на верфі Kawasaki Dockyard у Кобе на замовлення компанії Yamamoto Kisen, яка використовувала його для перевезення деревини.
У 1938-му на тлі Другої японо-китайської війни судно реквізували для потреб Імперської армії Японії, проте в 1939-му повернули власнику.
16 липня 1941-го Тоєй-Мару знову реквізували, цього разу для потреб Імперського флоту Японії.

## Вторгнення в Нідерландську Ост-Індію
29 грудня судно вирушило з Куре до Палау (західні Каролінські острови), потім 7—9 січня перейшло до Давао (південне узбережжя острова Мінданао), а 17 січня прибуло до острова Таракан біля східного узбережжя Борнео. Тут зібрався транспортний загін із 17 суден, котрі мали перевезти десант до іншого важливого центру нафтової промисловості Балікпапану (так само на східному узбережжі Борнео, але кількома сотнями кілометрів південніше).
21 січня конвой полишив Таракан і попрямував на південь. 23 січня на переході конвой атакували літаки й потопили один з транспортів, тоді як інші ввечері того ж дня прибули до Балікпапану та почали висадку десанту. У перші години 24 січня американські есмінці атакували сили вторгнення і змогли потопити й пошкодити ще кілька суден, проте Тоєй-Мару не постраждав.
5 лютого Тоєй-Мару полишило Балікпапан, відвідало Таракан, Голо (порт на однойменному острові в архіпелазі Сулу), Давао і 10 березня повернулось до Балікпапану. До кінця березня судно здійснило кілька коротких рейсів між портами східного Борнео, 11 квітня прибуло до Хайфону (В'єтнам), а 27 квітня досягло японського порту Моджі.

## Рейси у травні— вересні 1942
Протягом наступних 5 місяців Тоєй-Мару відвідало численні японські порти (Кобе, Осака, Муцуредзіма, Фушикі, Нагоя, Муроран, Хакодате, Йокогама, Вакамацу, Уджина), побувало в Кіруні та Такао (наразі Цзілун і Гаосюн на Тайвані), в порту Камфа (В'єтнам), на Сахаліні, в Дайрені (Далянь у Маньчжурії), Пусані (порт на південно-східному узбережжі Кореї).

## Рейс до Рабаулу
7 серпня 1942-го союзники висадили десант на Гуадалканал, що започаткувало шестимісячну битву за цей острів. Наприкінці вересня японське командування організувало відправку туди підкріплень, які перевозили кількома ешелонами конвою «Окі». Тоєй-Мару, мавши на борту 24 міномети та 400 військовослужбовців 1-го окремого мінометного полку, 29 вересня вийшло з Саєкі у складі третього ешелону. 6 жовтня воно прибуло на Трук (створена ще до війни потужна база японських ВМФ у східній частині Каролінських островів), а 8—12 жовтня здійснило перехід до Рабаулу — головної передової бази в архіпелазі Бісмарка, з якої провадились операції на Соломонових островах та сході Нової Гвінеї.
У порту Рабаулу, окрім висадження військ, Тоєй-Мару провів бункерування нафтою лінійних кораблів Харуна та Конго, а 20—26 жовтня здійснив перехід до Палау. У листопаді судно повернулося в Японію.

## Рейси на Алеутські та Курильські острови
Протягом грудня Тоєй-Мару побувало в розташованих на півночі Японського архіпелагу портах Омінато та Муроран, а 30 грудня прибуло до Кашивабари (наразі Сєверо-Курильськ на острові Парамушир).
11—17 січня 1943 судно перейшло до острова Киска (Алеутські острови), який з червня 1942-го окупували японці. Тут 19 січня Тоєй-Мару без успіху атакували американські літаки, а 22—25 січня воно здійснило зворотний перехід до Кашивабари. На початку лютого 1943 Тоєй-Мару пройшло через Омінато та Муроран до Йокосуки.
До середини листопада 1943 Тоєй-Мару діяло в північному регіоні, де неодноразово відвідало Парамушир та острів Шумшу (між Парамуширом і Камчаткою).

## Другий рейс до Рабаула
До кінця 1943 року судно побувало в Моджі, Осаці, Кобе, Вакамацу, Токуямі, а 7 січня 1944-го вийшло в новий рейс до архіпелагу Бісмарка. Спершу воно у складі конвою O-707 вирушило на Палау, куди прибуло 16 січня, а 28 січня попрямувало далі разом із конвоєм SO-805.
Хоча конвой мав численний ескорт, він зазнав втрат внаслідок дій підводного човна Seahorse, який уперше атакував невдовзі після опівночі 30 січня та потопив Токо-Мару. Американська субмарина не обмежилась цим та почала переслідування і 1 лютого 1944-го за шістсот кілометрів від місця першої атаки (та за 1 тисячу кілометрів на південний схід від Палау) торпедувала Тоєй-Мару. Судно затонуло, при цьому загинуло 56 членів екіпажу.